# Адам Пайн
Адам Пайн  (англ. Adam Pine, 28 лютого 1976) — австралійський плавець, олімпійський чемпіон.

## Виступи на Олімпіадах
| Олімпіада   | Дисципліна                        | Місце  |
| ----------- | --------------------------------- | ------ |
| Сідней 2000 | естафета 4 × 100 вільним стилем   | 1      |
| Сідней 2000 | комплексна естафета 4 × 100       | 2      |
| Афіни 2004  | плавання на 100 метрів, батерфляй | 20     |
| Афіни 2004  | комплексна естафета 4 × 100       | 9      |
| Пекін 2008  | плавання на 100 метрів, батерфляй | 17     |
| Пекін 2008  | комплексна естафета 4 × 100       | AC (2) |